# Песчанка (приток Белой Холуницы)
Песчанка — река в России, протекает по Белохолуницкому району Кировской области. Устье реки находится в 83 км по правому берегу реки Белая Холуница. Длина реки составляет 13 км.
Река берёт начало в заболоченном лесу в 20 км к северо-востоку от города Белая Холуница. Течёт на юг по лесному массиву, в среднем течении на берегу небольшой посёлок Песчанка (Климковское сельское поселение). Впадает в боковой затон Белой Холуницы в урочище «лесхоз Мишинский».

## Данные водного реестра
По данным государственного водного реестра России относится к Камскому бассейновому округу, водохозяйственный участок реки — Вятка от истока до города Киров, без реки Чепца, речной подбассейн реки — Вятка. Речной бассейн реки — Кама.
Код объекта в государственном водном реестре — 10010300212111100032171.